# 巨摩郡
巨摩郡是日本甲斐国及山梨縣轄下的一个郡，下辖77村，已于1878年7月22日因郡區町村編制法制定而分割為南巨摩郡、中巨摩郡及北巨摩郡，並废除郡建置。

## 郡域
巨摩郡廢除時郡域包括以下區域。
- 韮崎市
- 南阿爾卑斯市
- 北杜市
- 甲斐市
- 甲府市一部分（大約為荒川以西的黑平町）
- 中央市一部分（笛吹川以北）
- 中巨摩郡
- 南巨摩郡一部分（富士川以西）

## 概要
與八代郡、山梨郡、都留郡合稱甲斐四郡，是四個郡中面積最大的一個。除都留郡外三郡又叫作國中三郡。古籍《拾芥抄》有山代郡的記載，推測巨摩郡郡名就是源於山代郡。

## 歷史

### 近代沿革
- 《舊高舊領取調帳》記載了明治初年時巨摩郡的管轄範圍。（341村）
  - 後屬於南巨摩郡域（77村） - 市川代官所、田安德川家領
  - 後屬於中巨摩郡域（153村） - 市川代官所、甲府代官所、田安德川家領
  - 後屬於北巨摩郡域（111村） - 市川代官所、甲府代官所

- 慶應四年
  - 五月二十四（1868年7月13日） - 田安德川家建藩——田安藩。
  - 九月初四（1868年10月19日） - 甲府代官所、市川代官所管轄地分別改為府中縣、市川縣管轄。
  - 十月二十八（1868年12月11日） - 田安藩領以外的本郡歸甲斐府管轄。
- 明治二年
  - 七月二十（1869年8月27日） - 甲斐府改名甲府縣。
  - 十二月二十六（1870年1月27日） - 田安藩廢藩。
- 明治三年
  - 舊田安藩領歸甲府縣管轄。
  - 十一月二十（1871年1月10日） - 甲府縣改名山梨縣。
- 明治四年（1871年）到明治八年（1875年）郡內町村進行合併整頓。（121村）
- 明治十一年（1878年）7月22日 - 郡區町村編制法制定，鰍澤村等25村劃給南巨摩郡、龍王村等52村劃給中巨摩郡、河原部村等44村劃給北巨摩郡，同日巨摩郡消失。